# Parc national de Namtok Mae Surin
Le parc national Namtok Mae Surin (thaï : อุทยานแห่งชาติน้ำตกแม่สุรินทร์) est un parc national de la province de Mae Hong Son, en Thaïlande. Abritant des montagnes, des cascades et des grottes, le parc est surtout connu pour la cascade de Mae Surin.

## Géographie
Le parc national Namtok Mae Surin est situé à l’est de la ville de Mae Hong Son, dans les districts de Mae Hong Son et Khun Yuam. La superficie du parc est de 397 km².
Son point culminant est le pic Doi Pui à 1685m. Doi Pui fait partie de la chaîne Thanon Thongchai, dont les différents sommets du parc varient de 300–1,700 m.

## Histoire
En 1981, Namtok Mae Surin a été désigné 37e parc national de Thaïlande.

## Lieux remarquables
L'attraction principale du parc est la cascade du même nom, Mae Surin, une cascade à un seul niveau de 180m en hauteur. Une autre grande cascade est Pa Bong, une cascade à deux niveaux d'une hauteur de 30m.
De nombreux ruisseaux du parc se jettent dans la rivière Pai, qui traverse le parc.
La grotte Nam Hu Haichai est remarquable pour être le site d'un jet d'eau sortant des parois intérieures de la grotte à intervalles réguliers toutes les 25 minutes.

## Faune et flore
Namtok Mae Surin présente des forêts de feuillus et de diptérocarpacées et, en altitude, de forêts de pins. Les espèces d'arbres comprennent Dipterocarpus alatus, Pinus lateri, Terminalia bellirica et Pinus kesiya.
Le parc abrite une orchidée pantoufle rare et endémique.
Les espèces animales comprennent l'ours malais, l'ours noir d'Asie, le serow, le cerf aboyeur, le gibbon lar, le sanglier, le python et le cobra. La vie des oiseaux comprend le drongo et le calao,,.

## Galerie

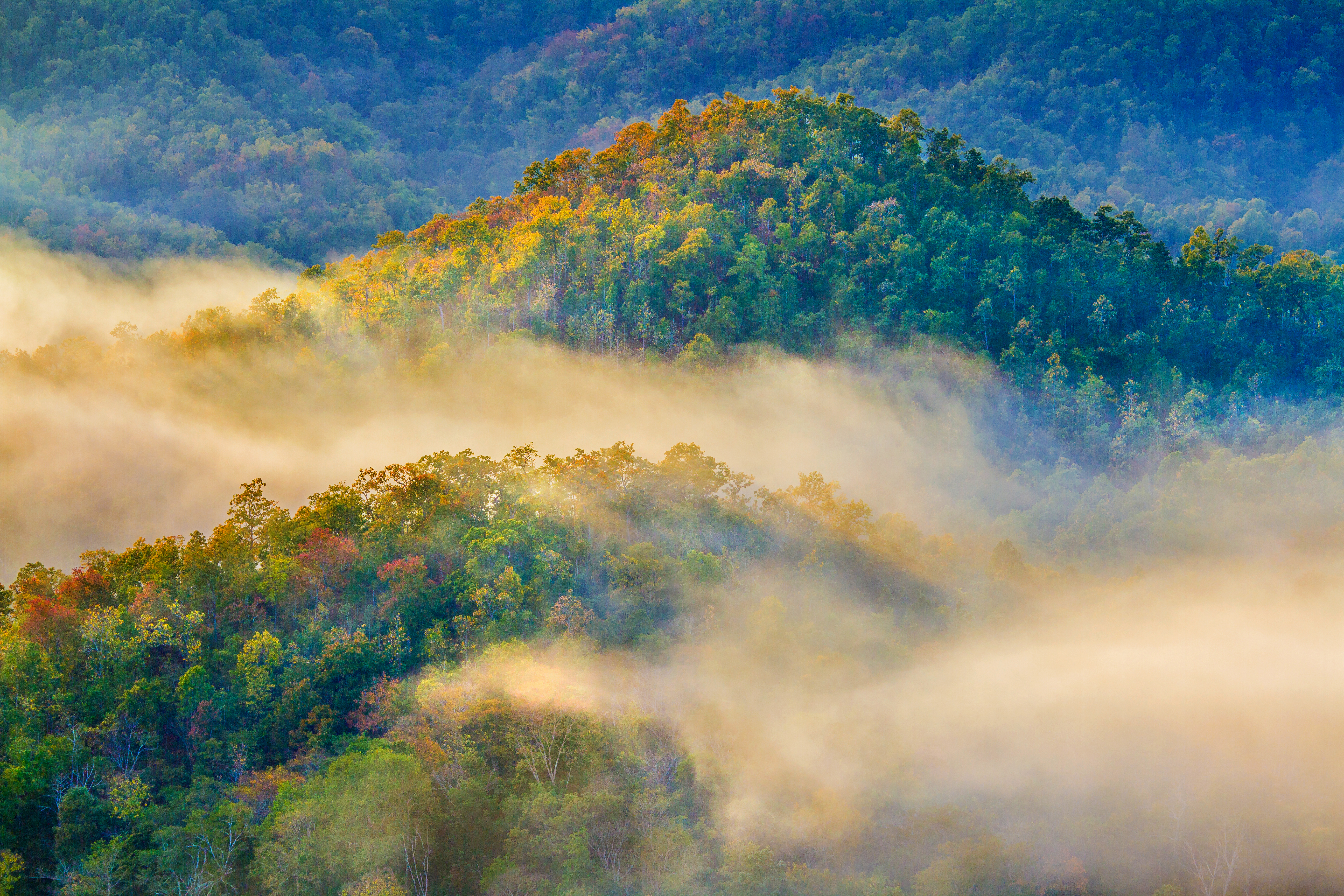
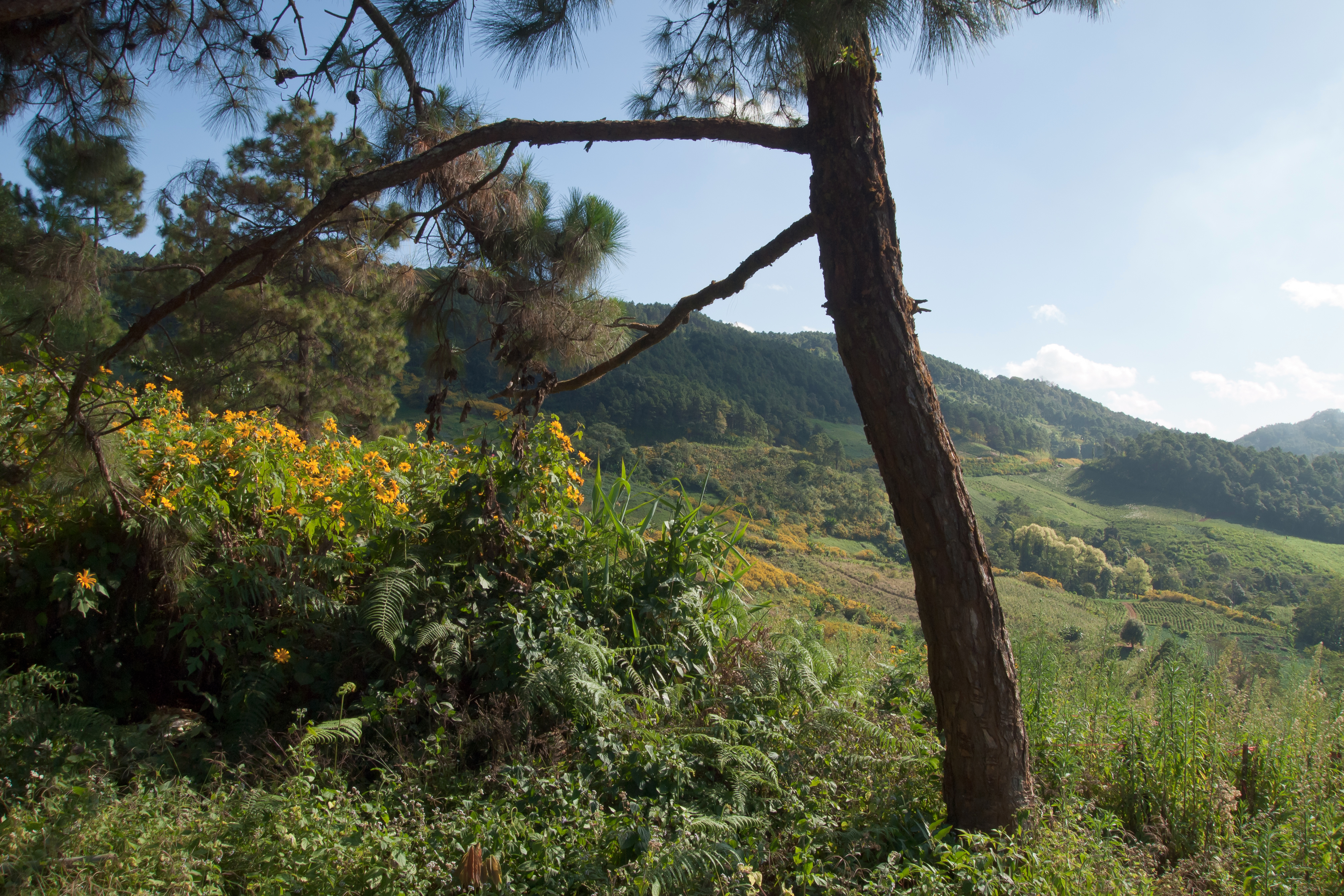
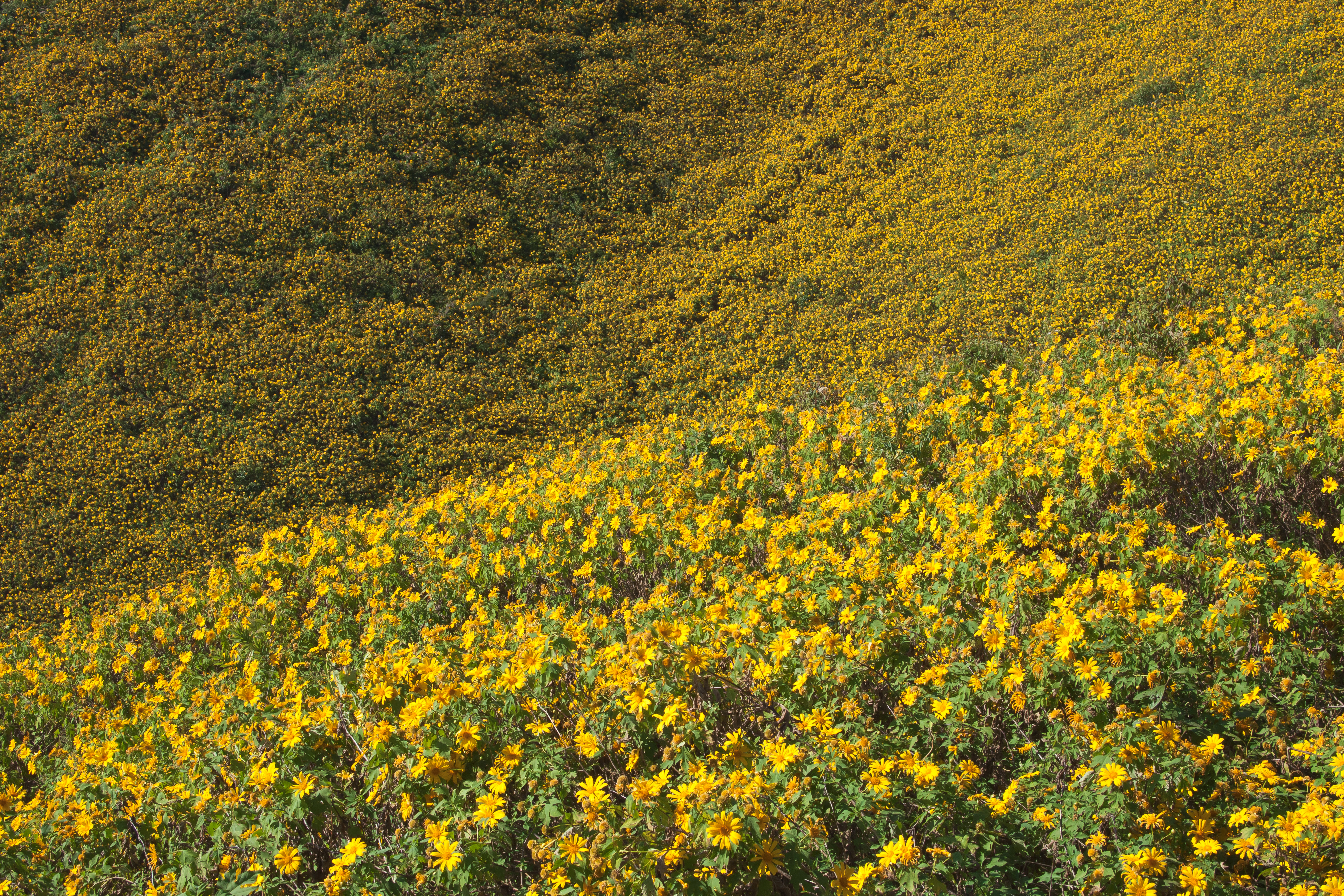
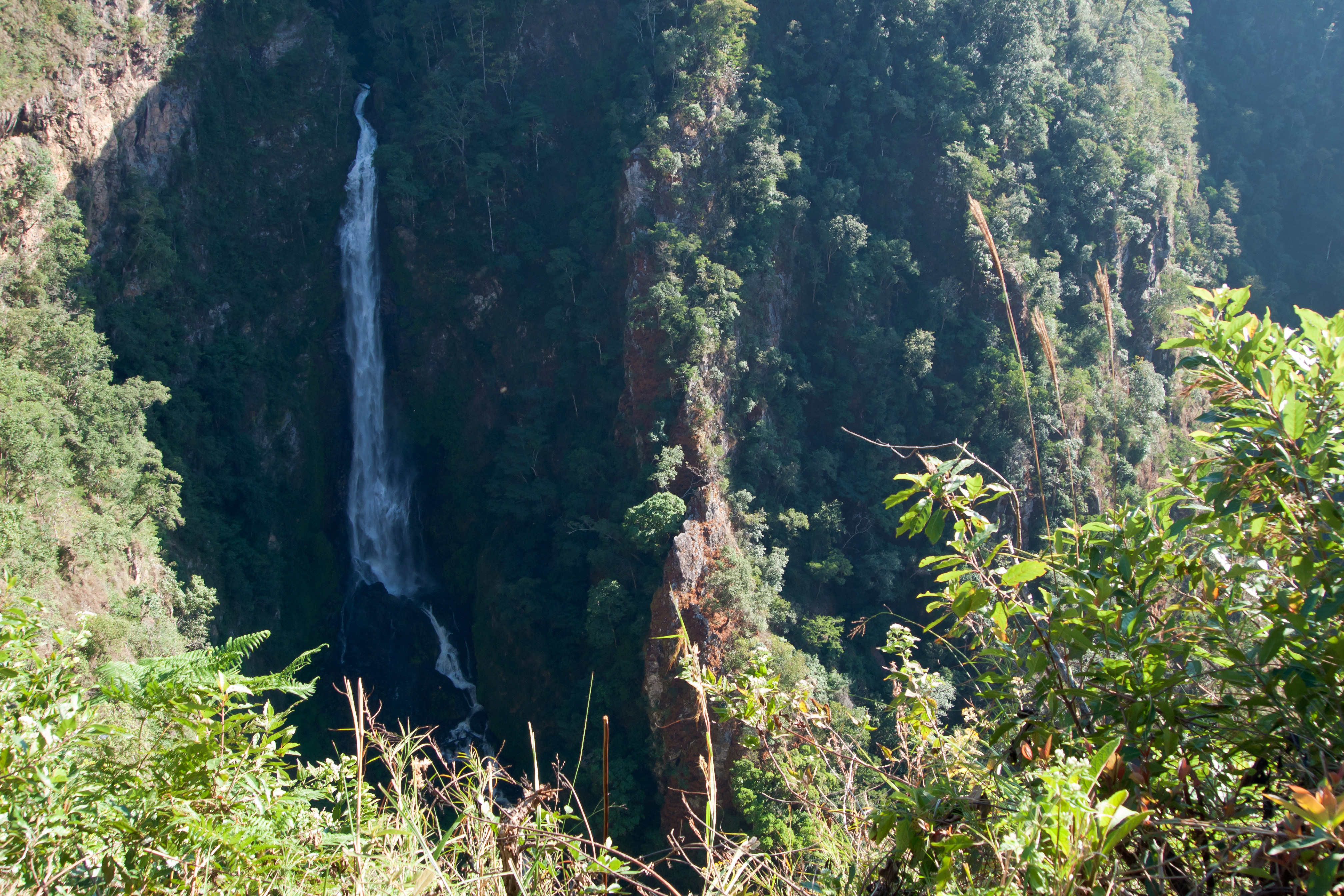
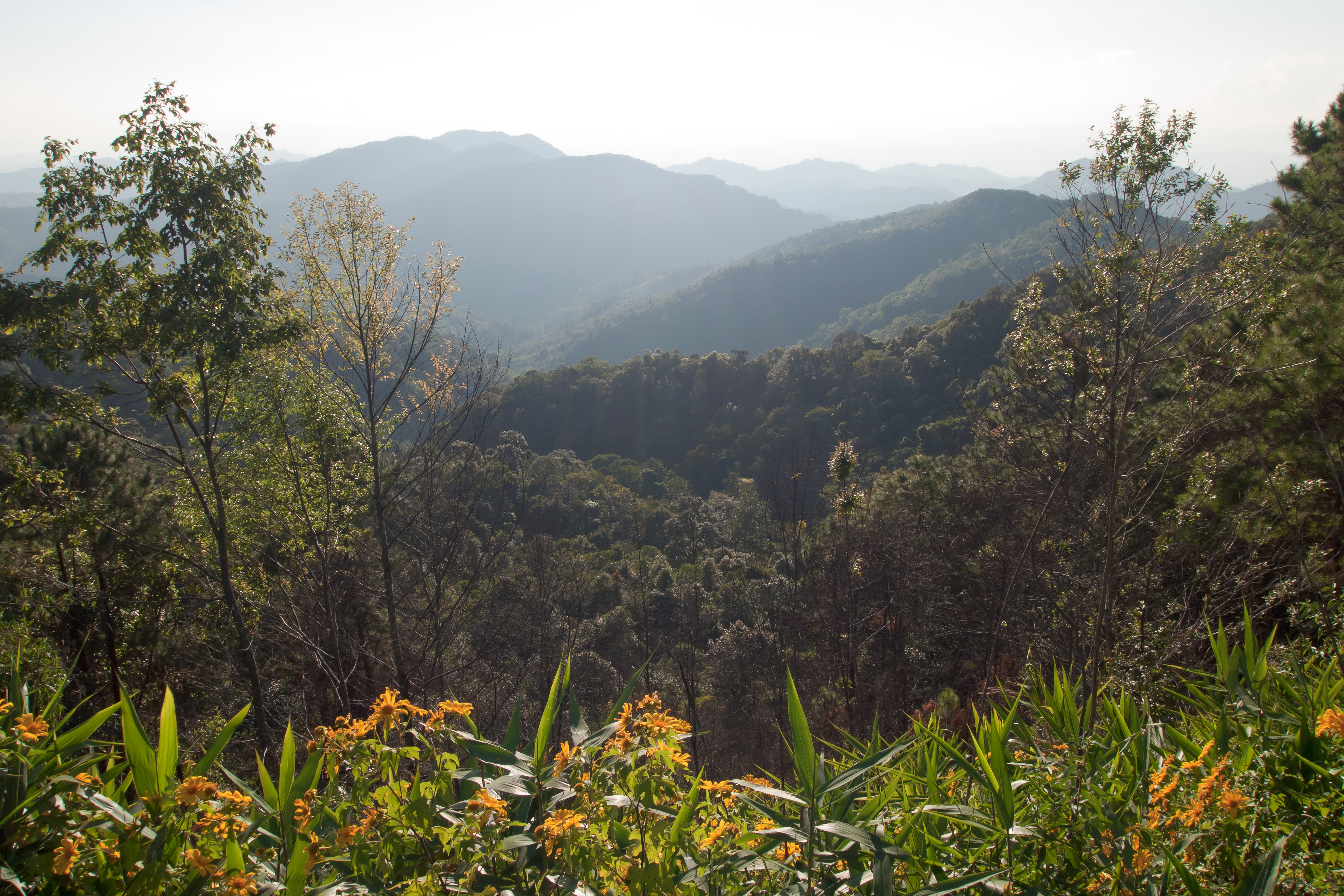
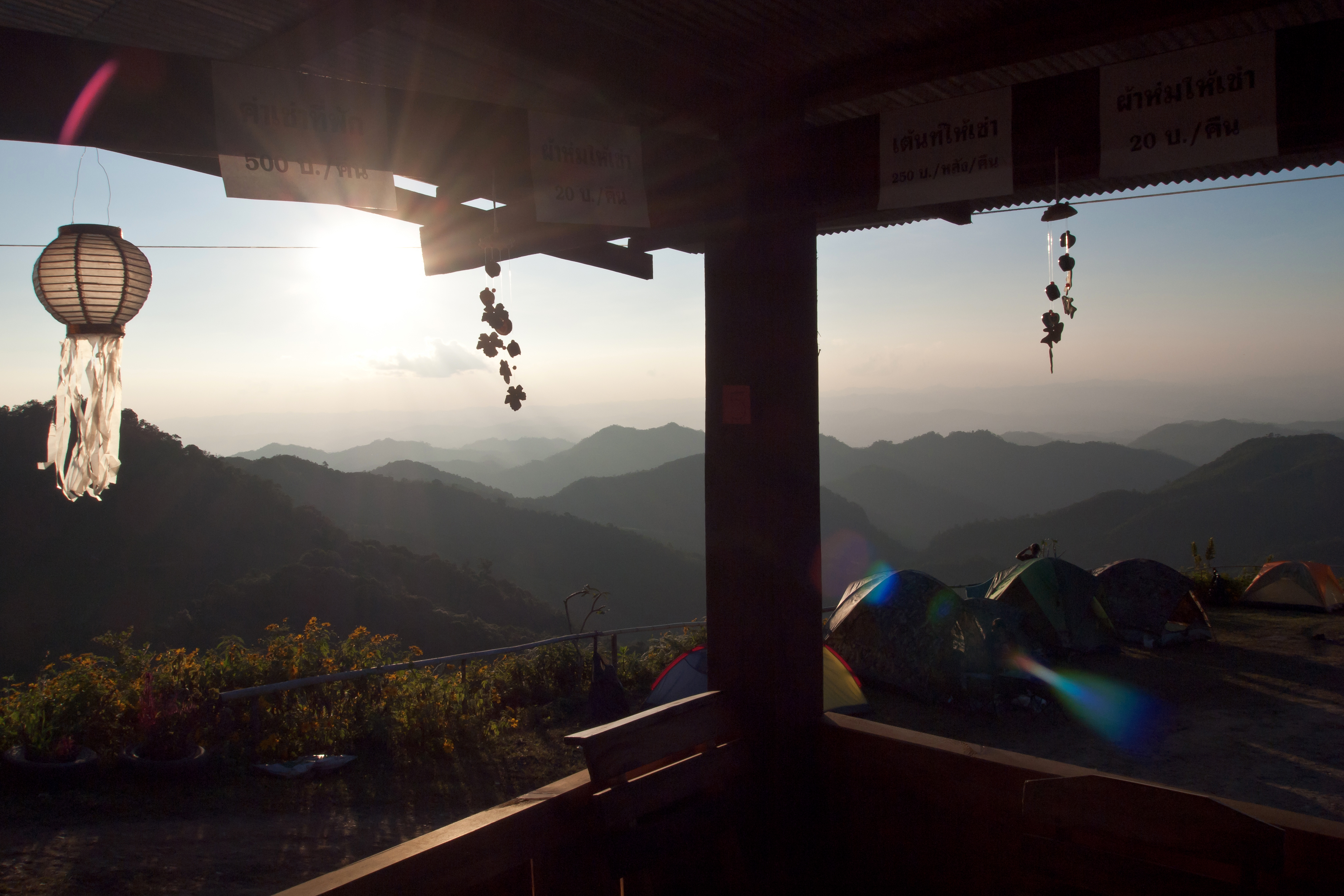
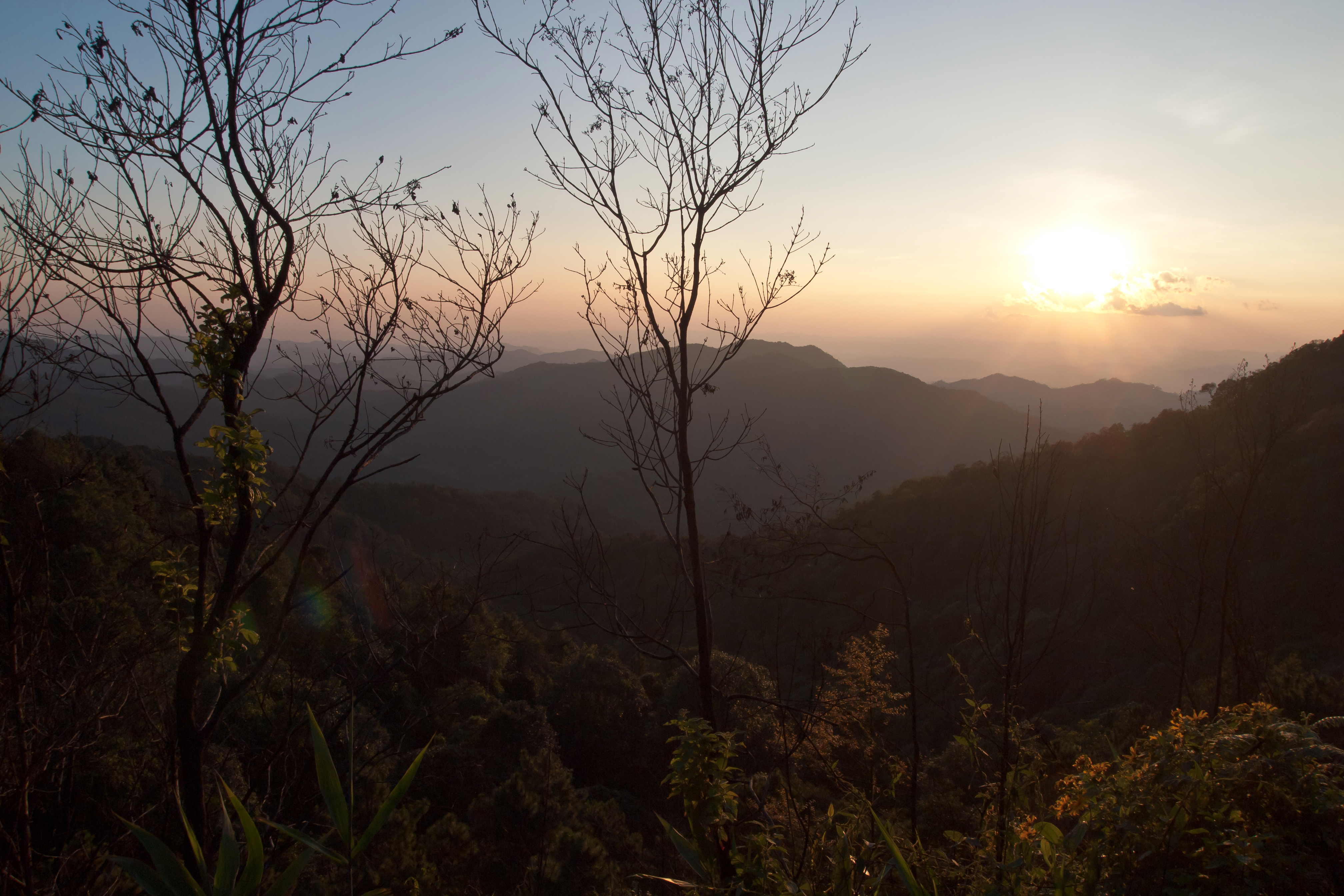
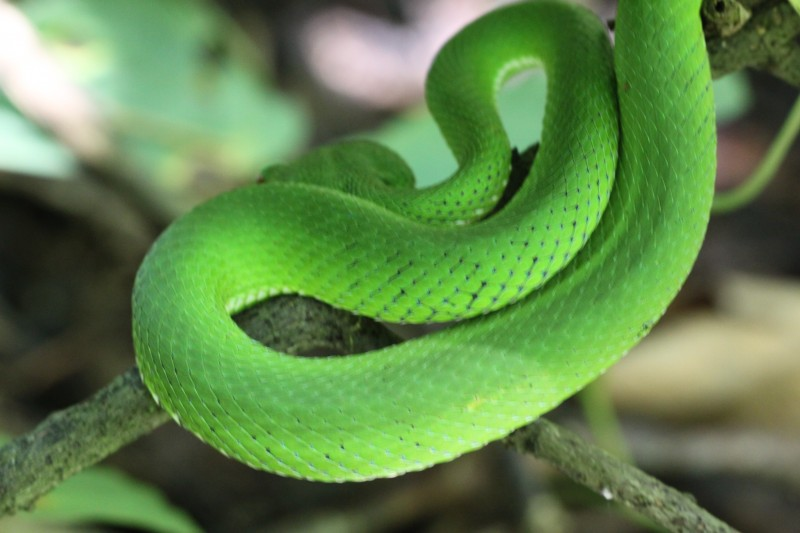